# Dekarboxilezés

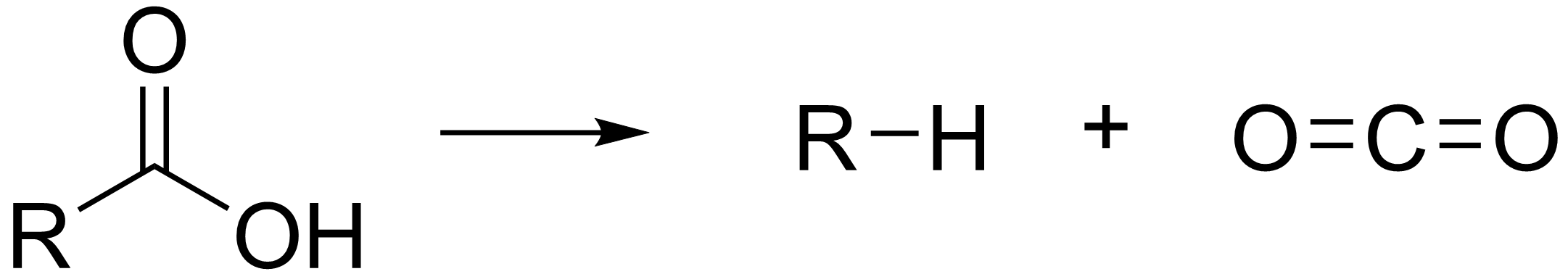
Dekarboxilezés

A dekarboxilezés kémiai reakció, amelyben egy karboxilcsoportot szén-dioxid (CO2) kilépése mellett elbontunk. A folyamat karbonsavakra jellemző, azok szénláncából egy szénatom kilép ilyenkor. Leggyakrabban a karbonsavakat nátrium-hidroxiddal vagy NaOH-CaO-keverékkel hevítik. Magas hőmérsékleten ezek képesek elvonni a szén-dioxidot a karboxilcsoportokból. A dekarboxilezés ellentétes folyamata, az ún. karboxilezés a fotoszintézis első lépése, melyben CO2 épül be egy molekulába. A dekarboxilezést katalizáló enzimeket dekarboxilázoknak nevezzük.

## A szerves kémiában
A dekarboxilezés szó szerinti értelemben a COOH (karboxilcsoport) elvételét ill. protonnal (H+) való helyettesítését jelenti. A szó a reagens állapotára és a termékre vonatkozik. A dekarboxilezés egyike a legősibb kémiai reakcióknak, gyakran pirolízist von maga után, és az illékony anyagok elszállnak a reakciótérből. A folyamat lejátszódásához hőközlés is szükséges, mivel alacsony hőmérsékleten kedvezőtlenebb a reakció. A hatásfokot (kitermelési százalékot) is nagyban befolyásolják a körülmények. A dekarboxilezés a homologizációval ellentétesnek tekinthető. Fémek, főleg a réz vegyületei általában szükségesek. Az ilyen reakciók fém-karboxilát komplexeken keresztül mennek végbe.
Az aril-karboxilátok dekarboxilezésekor a megfelelő aril anion keletkezik, ami pedig keresztkötési reakciókon mehet keresztül.
Az alkil-karbonsavak dekarboxilezése nem mindig egyszerű. Ez alól kivételek a β-ketosavak, az α,β-telítetlen savak, az α-fenil-, α-nitro-, és az α-cianosavak. Ezek a reakciók az ikerionos tautomerek képződésének köszönhetően felgyorsulnak, mivel azok karbonilcsoportja protonált, karboxilcsoportja pedig deprotonált. A zsírsavak jellemzően nagyon nehezen dekarboxilezhetők. Egy sav reakciókészsége a dekarboxilezésre a mechanizmus során keletkező karbanion stabilitásától függ. Sok reakció az organikus kémia kezdeti tudósainak nevét viseli. A Barton-dekarboxilezés, Kolbe-elektrolízis, Kochi-reakció és a Hunsdiecker-reakció radikális folyamatok. A Krapcso-dekarboxilezés egy hasonló, de észterrel végzett reakció. A ketonos dekarboxilezéssel karbonsavakat alakítanak ketonokká.

### Protodekarboxilezés
Protodekarboxilezés alatt azt a folyamatot értjük, amiben egy karbonsavból CO2 elvonásával a megfelelő szénhidrogén keletkezik. Ez fogalmilag ugyanazt jelenti, mint maga a dekarboxilezés, azt leszámítva, hogy ebben az esetben feltétlenül szükséges a csoport protonnal való pótlása. Ez a reakció megy végbe a malonsavészter-szintézis és a Knoevenagel-kondenzáció esetén.

## Példák dekarboxilezésre

### Szerves kémiában
Ha karbonsavakat nátrium-hidroxiddal (vagy NaOH-CaO-keverrékkel) hevítünk, a karboxilcsoportjuk kiszakad, és új vegyületek keletkeznek:
Hangyasav → Hidrogén

Ecetsav → Metán

Propionsav → Etán

Benzoesav → Benzol

Szalicilsav → Fenol

Karbamidsav → Ammónia

Glicin → Metil-amin

Citromsav → Izopropanol

### Biokémiában
Szerves karbonsavak a szervezetbe kerülve a dekaboxiláz enzimek hatására alakulnak át:
Triptofán → Triptamin

Fenil-alanin → Feniletilamin

Tirozin → Tiramin

Levodopa → Dopamin

Hisztidin → Hisztamin

5-hidroxitriptofán → Szerotonin

Szerin → Etanolamin

## Esettanulmányok
Hevítésre a Δ9-tetrahidrokannabinolsav átalakul Δ9-tetrahidrokannabinollá, egy pszichoaktív droggá.
Ha italokat hosszú ideig tárolunk, egy C-vitamin által katalizált folyamatban a nátrium-benzoát (tartósítószer) nagyon kis mennyiségben benzollá alakul.
Egyes tanulmányok szerint az aminosavak dekarboxileződése katalitikus mennyiségű ciklohexenonnal felgyorsítható, bár a hozzáadott katalizátorok hatására nem kívánt melléktermékek is keletkezhetnek.

## Fordítás
Ez a szócikk részben vagy egészben  a   Decarboxylation című angol Wikipédia-szócikk ezen változatának fordításán alapul.  Az eredeti cikk szerkesztőit annak laptörténete sorolja fel. Ez a jelzés csupán a megfogalmazás eredetét és a szerzői jogokat jelzi, nem szolgál a cikkben szereplő információk forrásmegjelöléseként.